# Джим Реначчі
Джеймс Б. Реначчі (англ. James B. Renacci; нар. 3 грудня 1958, Мононгахіла, Пенсільванія) — американський політик-республіканець, член Палати представників США від 16-го виборчого округу штату Огайо з 2011 р.
У 1980 р. закінчив Індіанський університет Пенсильванії, став сертифікованим аудитором (CPA) і фінансовим радником. Член ради з питань районування (1994–1995 рр.), голова міської ради (1999–2003 рр.), мер Водсворта (2004–2008 рр.).
Реначчі одружений, має трьох дітей.